# HD 181068

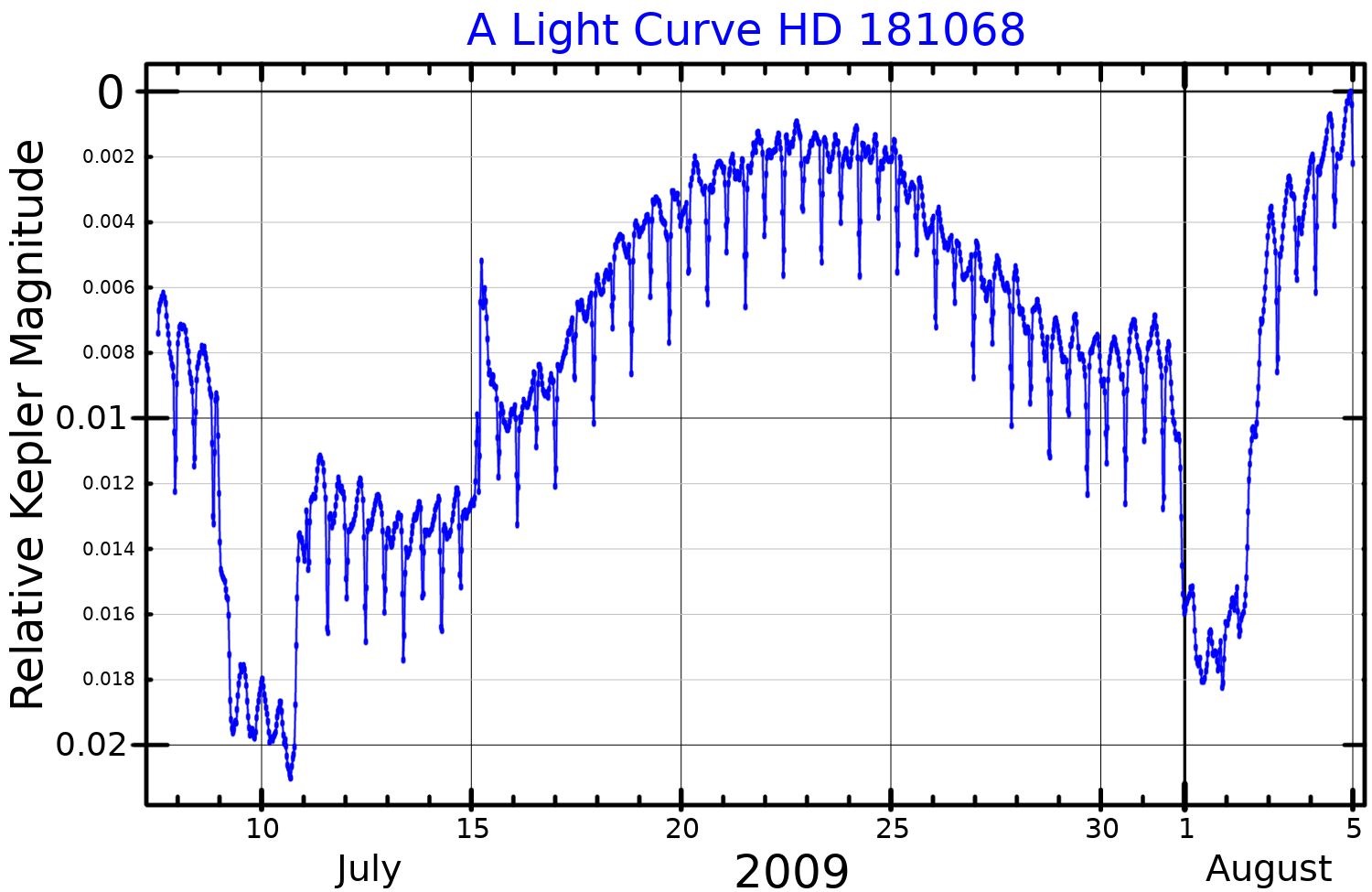
Lichtkromme van HD 181068

HD 181068 is een meervoudige ster bestaande uit een rode reus (HD 181068A) en twee rode dwergen (HD 181068B en HD 181068C).
De sterren vallen op door de unieke eclipsen die ontstaan als de sterren voor of achter elkaar langs bewegen. De primaire ster uit het stelsel, HD 181068A, is tevens uniek voor het feit dat hij geen interne seismische oscillaties bevat zoals de meeste andere rode reuzen. HD 181068A is naar schatting 12,4 keer groter dan de zon.